# Batalla de Awazu
La batalla de Awazu fue una batalla de las guerras Genpei entre dos facciones del clan Minamoto.
Minamoto no Yoshinaka intentó resistir por última vez después de haber huido de los ejércitos de sus primos, que le habían perseguido después que Yoshinaka atacara Kioto, quemando el Hōjūjiden, y secuestrando al emperador Go-Shirakawa. Durante la persecución se había unido con su compañero y hermano de leche Imai Kanehira en Seta; Kanehira compartió el mando con Yoshinaka.
Con una ventaja numérica Minamoto no Yoshitsune se lanza sobre ellos. Cabe notar que en esta batalla el ejército de Yoshinaka luchó ferozmente, resistiendo el numeroso ejército de miles de hombres de Minamoto no Noriyori hasta la muerte, entre ellos el propio Yoshinaka, quien realiza el seppuku y también con la participación de su compañera Tomoe Gozen, quien fue una de las onna bugeisha (女武芸者  "mujer samurai"?) más conocidas en la historia japonesa (algunas versiones dicen que falleció en la batalla y en otras que pudo haber escapado). Cuando Kanehira oyó que su hermano había muerto, se suicidó saltando de su caballo mientras sujetaba su espada en su boca.
Con este hecho, se destruye al ejército rebelde, ahora Minamoto no Yoritomo tendría el respaldo del enclaustrado Emperador Go-Shirakawa, y daría paso a la reunificación de ambas facciones del clan y centrando su objetivo en derrotar al clan Taira.